# 붉은꼬리메기
레드테일캣피쉬(redtailed catfish)는 아마존강에 서식하는 대형 메기류이다. 머리가 크고 단단한 판으로 덮혀 있으며, 입이 매우 커서 입에 들어오는 건 뭐든지 삼킨다. 애완동물로 기르며 수족관에서 치어가 유통된다. 판매되는 치어는 손바닥만하여 작지만 잘 먹고 성장속도가 매우 빠르므로 큰 어항을 준비한다. 같은 과에 속하는 타이거쇼블노즈캣피시와 교잡이 될 수 있다. 대한민국에서는 환경부 지정 위해우려종이다.